# Зитек, Йосеф
Йо́сеф Зи́тек, также Йосеф фон Зитек (чеш. Josef Zítek; 4 апреля 1832[…], Прага, Земли Чешской короны[…] — 2 августа 1909[…], Смихов, Цислейтания) — чешский архитектор.

## Жизнь и творчество
Й. Зитек был одним из крупнейших чешских архитекторов XIX века. Образование получил в Чешском техническом университете в Праге. Был представителем венской школы неоренессанса и поклонником позднего североитальянского Ренессанса, который в произведениях Йосефа Зитека практически всегда принимал чешские национальные черты. Й. Зитек был профессором Политехнического института в Праге и членом венской Академии изящных искусств.

## Избранные работы
- 1862: Реставрационные работы в замке и дворце Бечов
- 1863—1868: Новый музей (Веймар).
- 1865—1881: Национальный театр, Прага
- 1871—1874: Мельничная колоннада, Карловы Вары.
- 1876—1881: Рудольфинум в Праге.
- ab 1883: перестройка дворца Льчовице

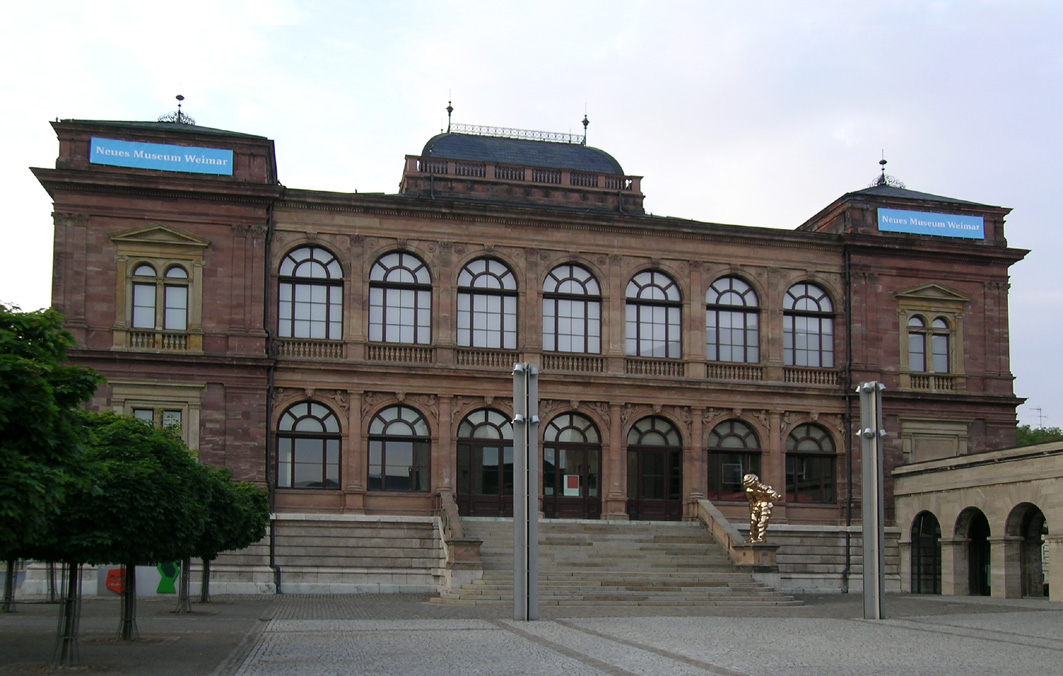
Новый музей, Веймар
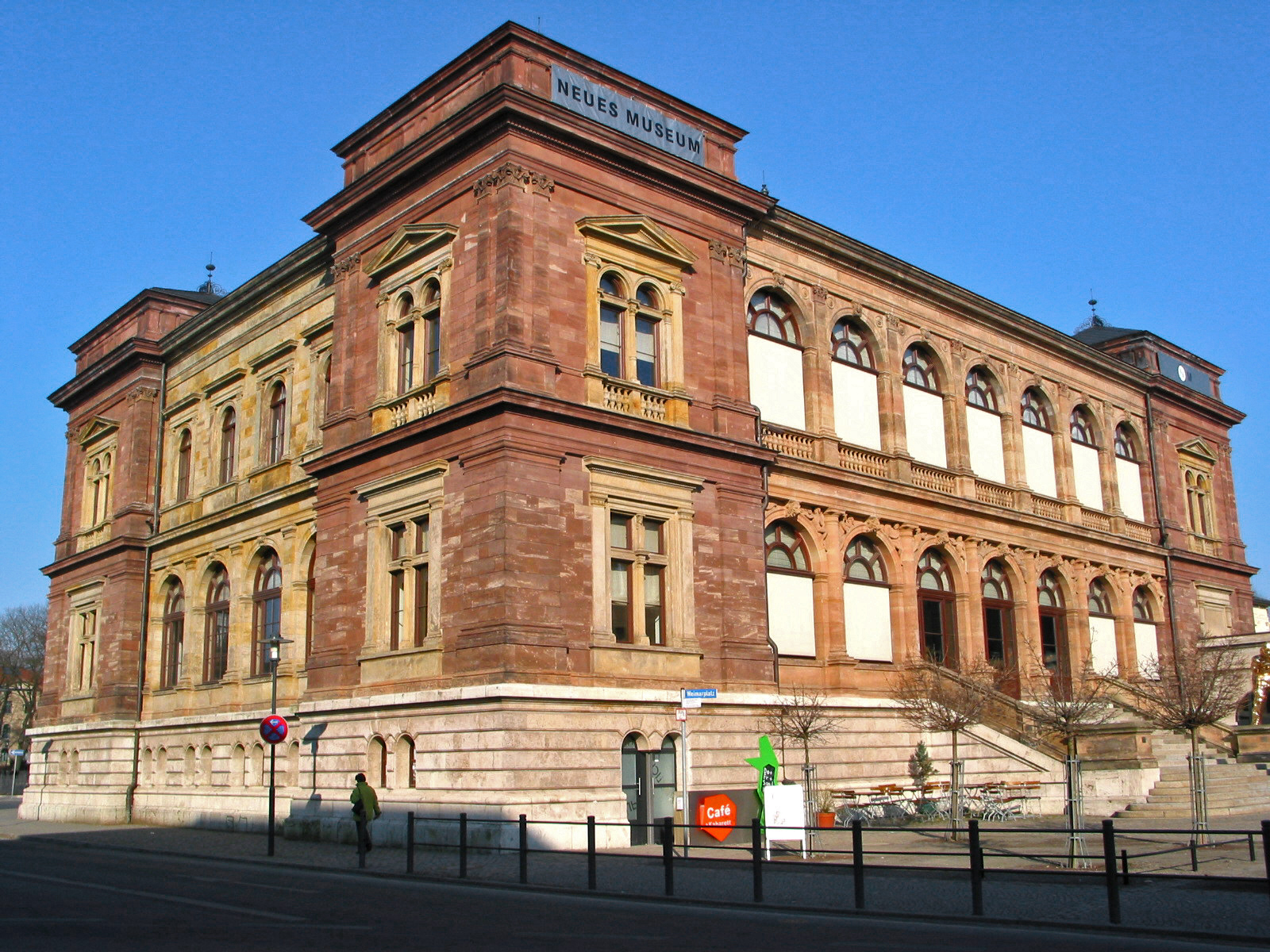
Новый музей, Веймар
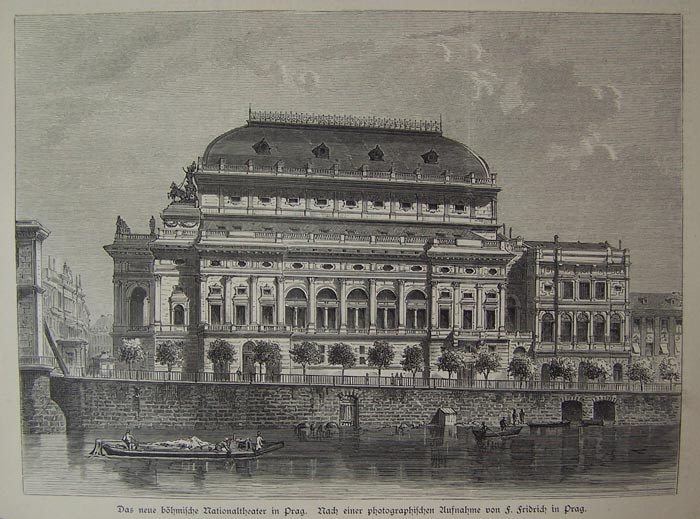
Национальный театр, Прага
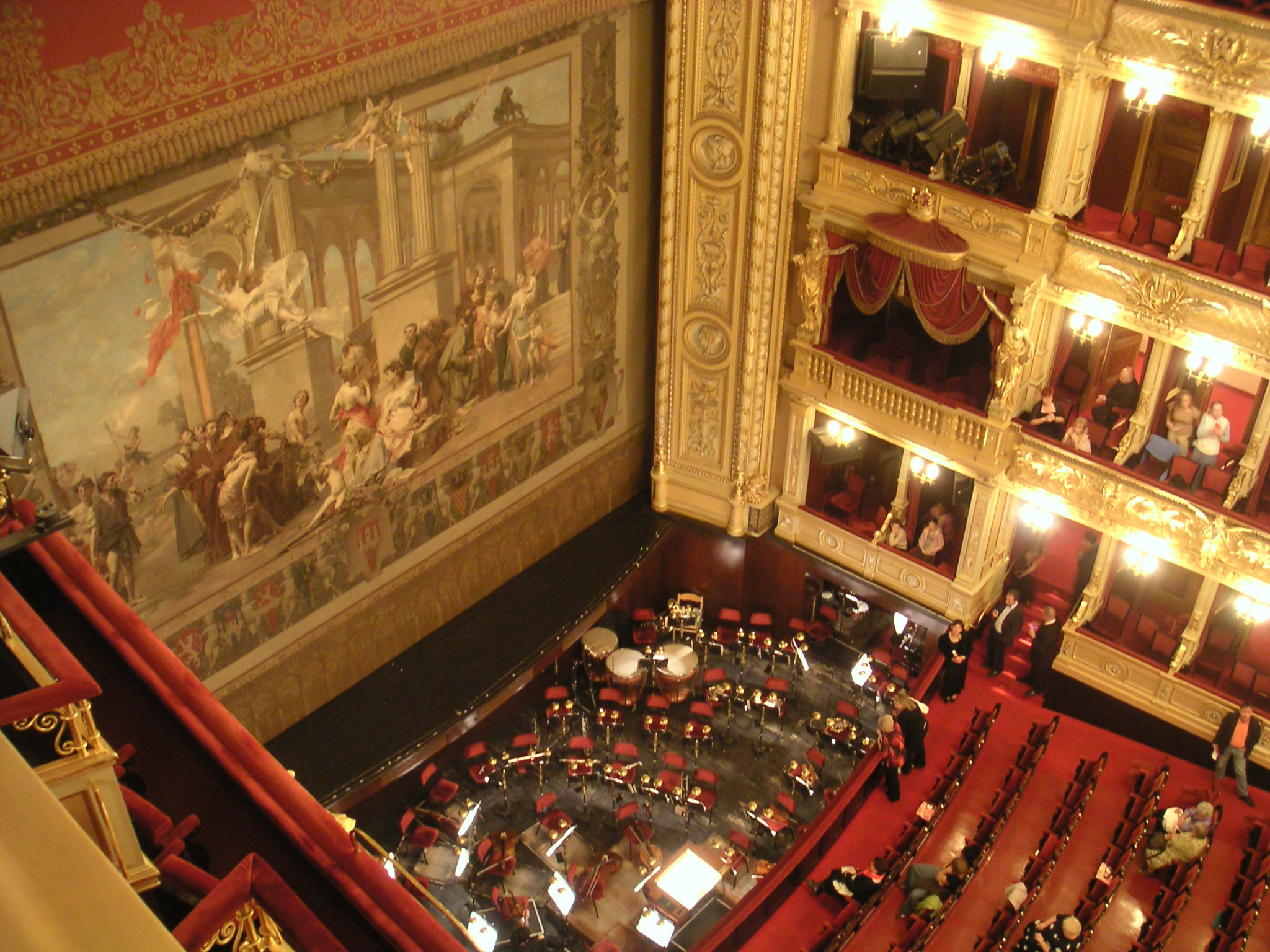
Национальный театр, Прага
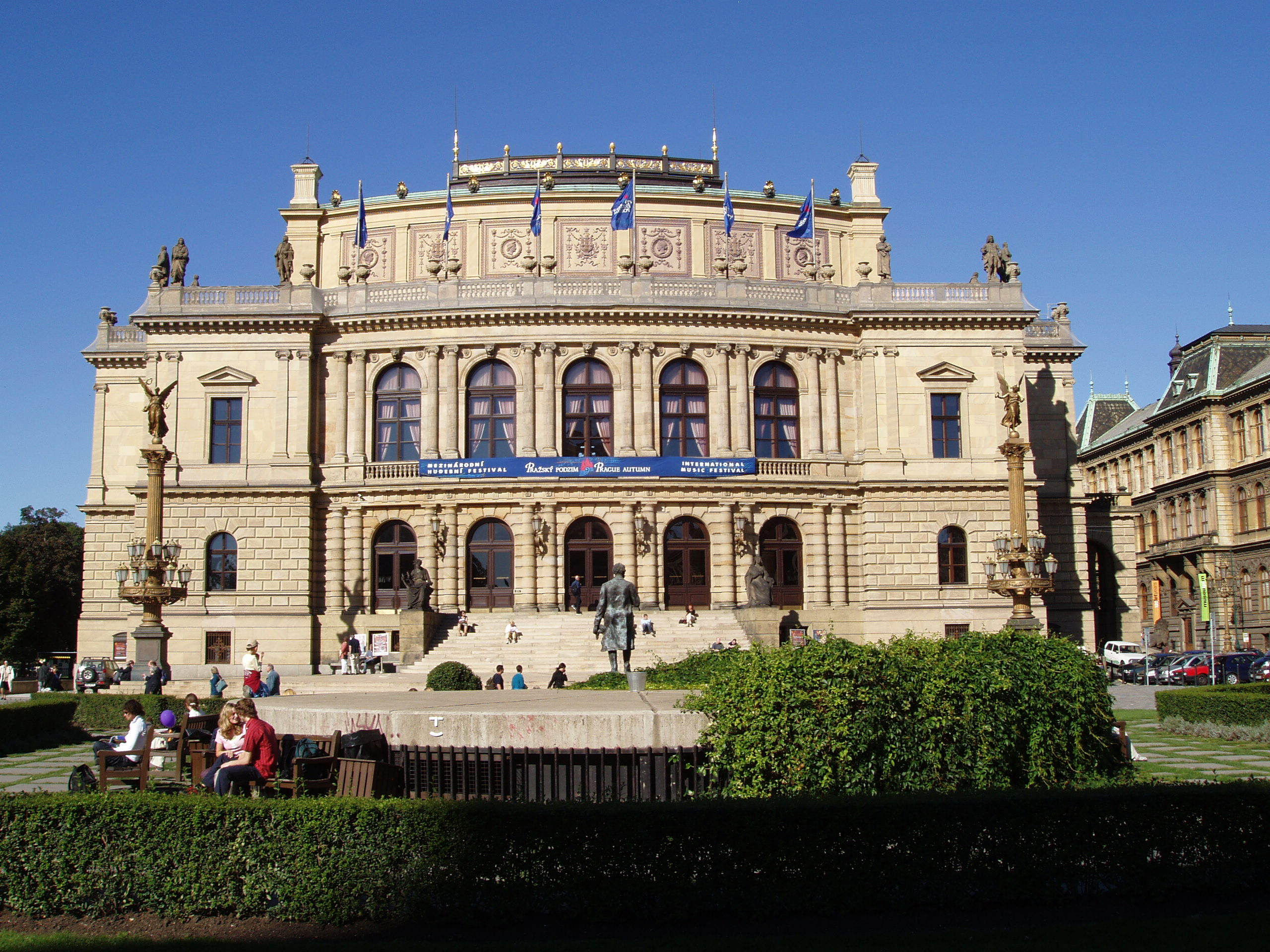
Рудольфинум, Прага
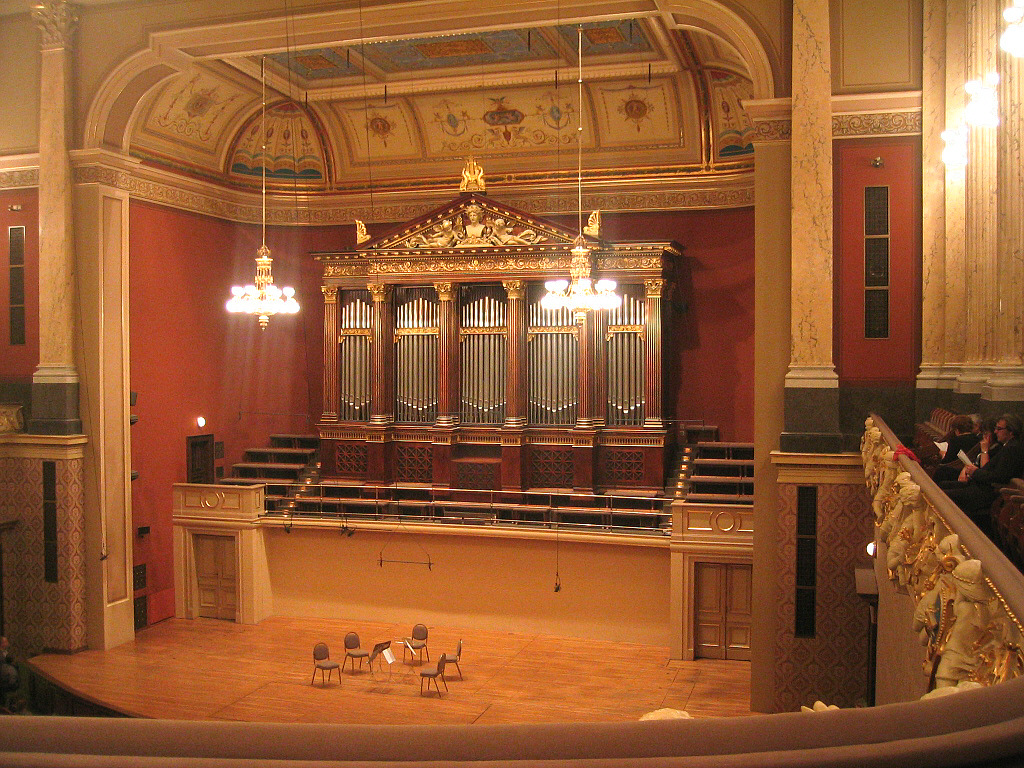
Рудольфинум, Прага (зал Антонина Дворжака)
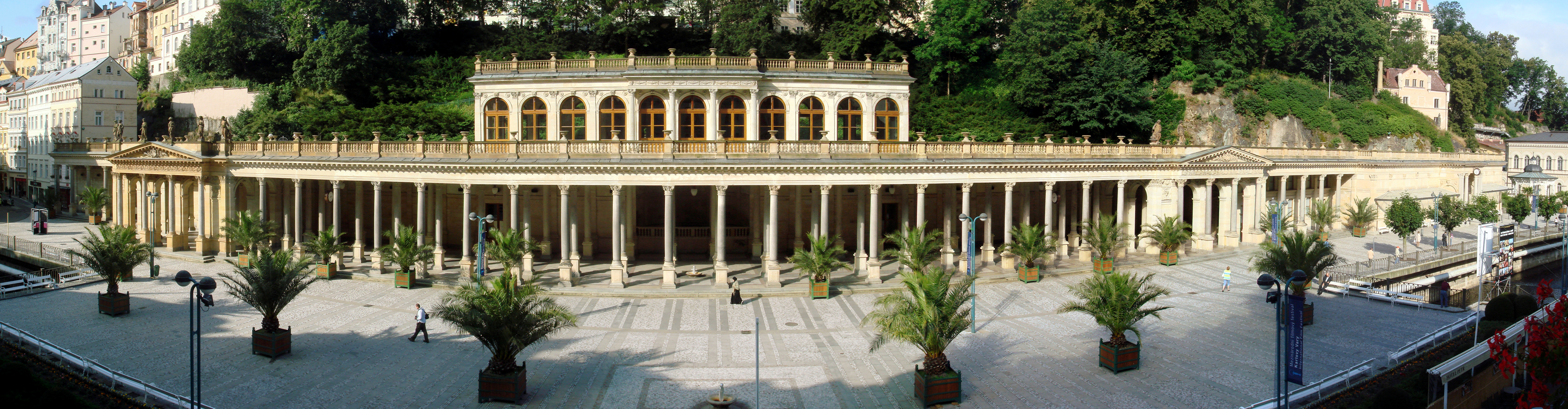
Мельничная колоннада, Карловы Вары
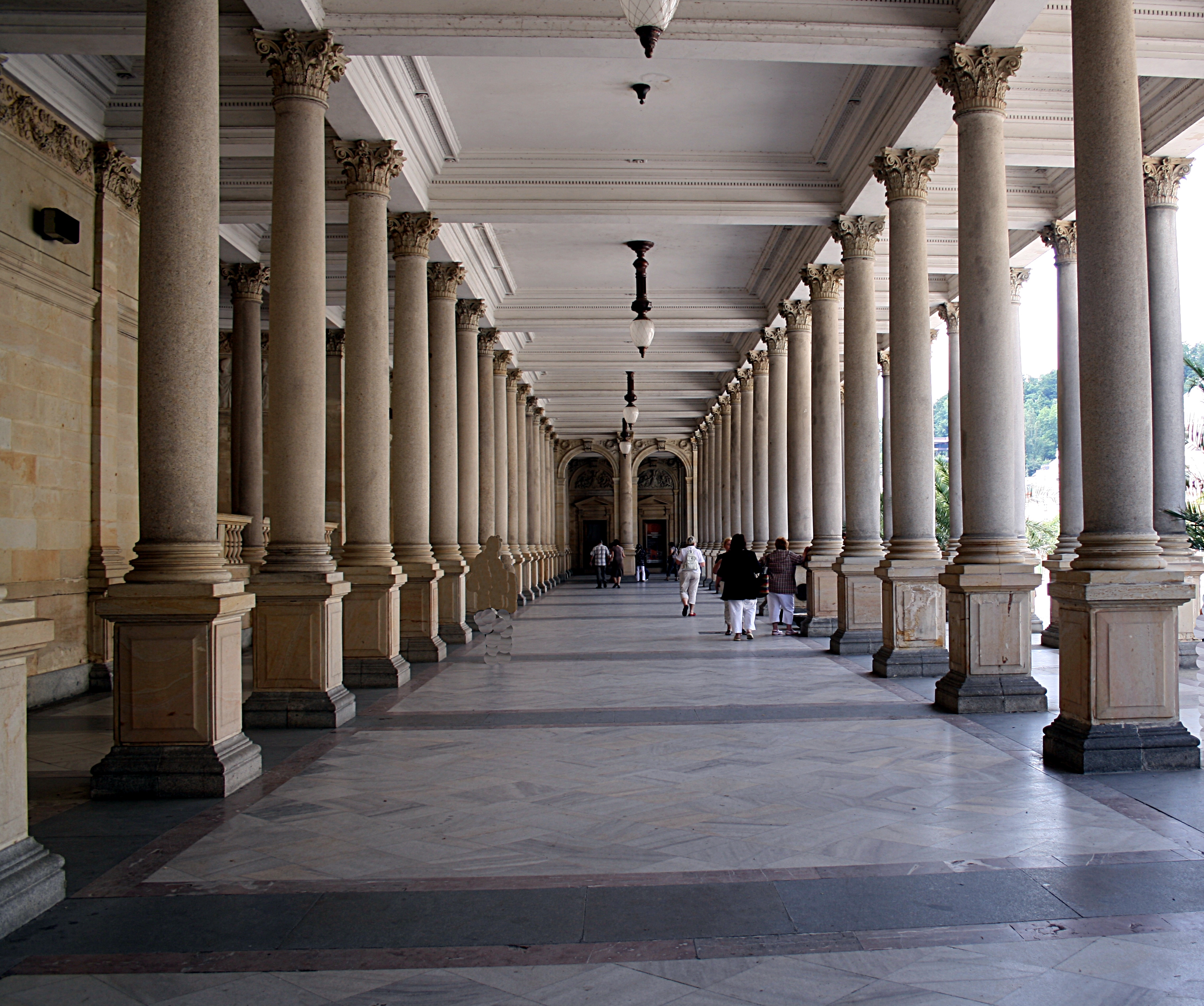
Мельничная колоннада, Карловы Вары